# 8985 Тула
8985 Тула (8985 Tula) — астероїд головного поясу, відкритий 9 серпня 1978 року.
Тіссеранів параметр щодо Юпітера — 3,594.
За назвою міста Тула в Росії.